# Charles Woinez
Charles Ferdinand Woinez, né à Caen le 30 octobre 1813 et mort à Ivry-sur-Seine le 27 février 1880, est un poète et écrivain français.
Il ouvrit une imprimerie à Caen. Il publia de nombreux recueils de poésie, le plus souvent sous le pseudonyme de Ferdinand Zeniow. Il traduisit quelques ouvrages, dont Roméo et Juliette de Shakespeare.

## Œuvres
- Histoire de la ville de Caen et de ses progrès, avec Georges Mancel, 1836
- Guttemberg, 1840
- Hier et demain, poésies, 1839
- La Charité moderne ; le Dieu du jour, poésies, 1839
- Les Nationales, poésies, 1840
- L'Incendie, 1841
- Promenades au musée : revue critique du Salon de 1841, 1841
- Un dîner à l'Ermitage, comédie-vaudeville en 1 acte, avec Octave Féré, Rouen, Théâtre des Arts, 28 août 1843
- Guerre d'Orient, cantate, 1854
- Le Macadamisage et le pavage à Paris, 1860
- Pologne et France, poésies, 1863
- Juan Prim, 1869
- La Guerre des fourmis, poème en quatre chants, 1870 Texte en ligne
- Le Centenaire de Voltaire. L'âge d'or, 1878